# Oak Hill (Alabama)
Oak Hill è un comune degli Stati Uniti d'America situato nella contea di Wilcox dello Stato dell'Alabama.